# John Holland Rose

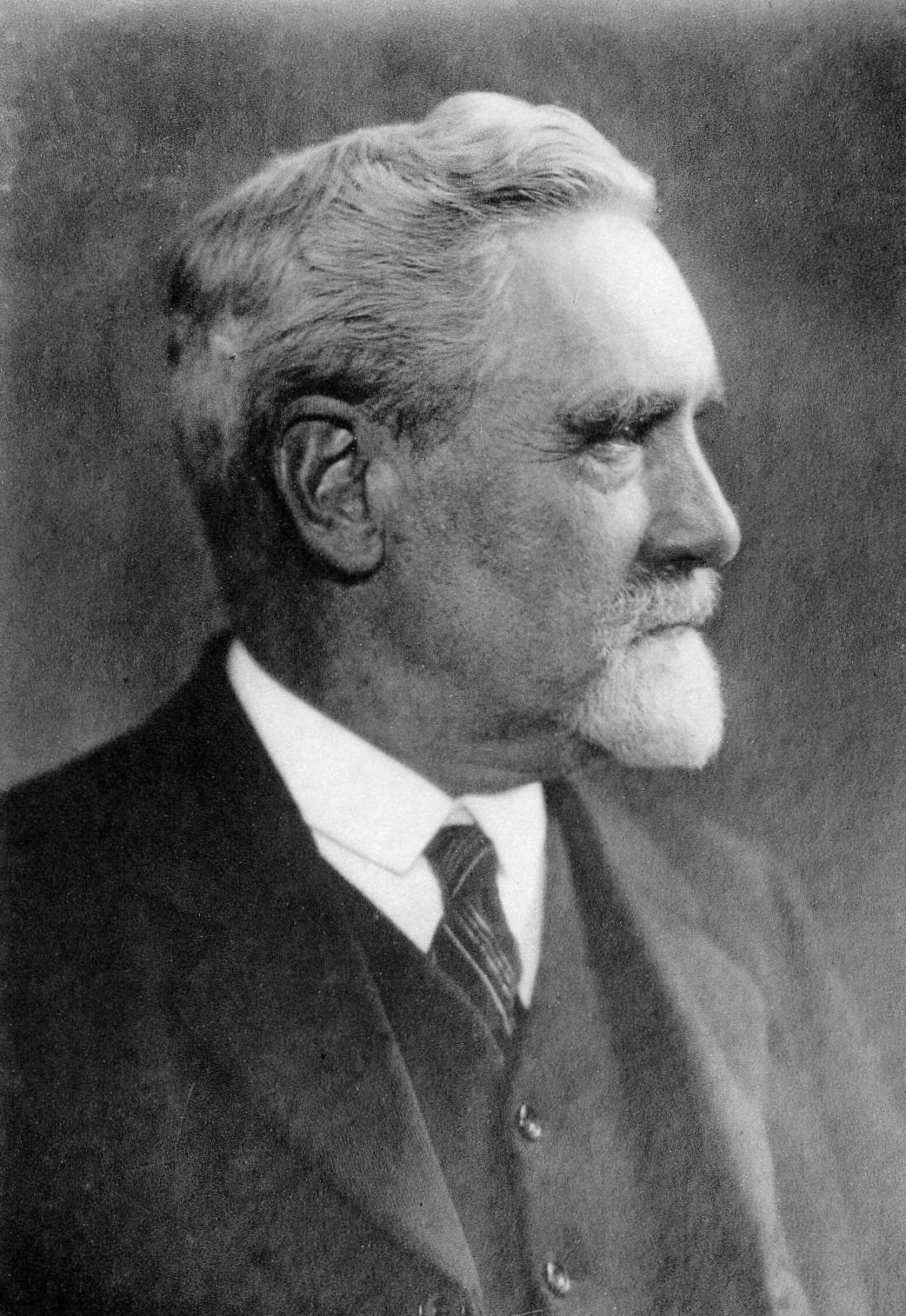
John Holland Rose.

John Holland Rose, född den 28 juni 1855 i Bedford, död den 3 mars 1942, var en engelsk historiker. 
Rose blev 1911 föreläsare i modern historia vid Cambridges universitet och 1919 professor i marinhistoria där. Han var en av "universitetsutvidgningsrörelsens" verksammaste ledare. Som historisk forskare sysslade Rose mest med Napoleontidens historia. Bland hans skrifter märks The revolutionary and napoleonic era (1894), The rise of democracy (1897), The life of Napoleon I (2 band, 1902; svensk översättning, 2 band, 1907), Napoleonic studies (1904), The development of the european nations, 1870-1900 (1905), William Pitt and the great war (1911) och The personality of Napoleon (1912). Efter första världskrigets utbrott 1914 utgav Rose en måttfullt hållen överblick av dess förhistoria från engelsk synpunkt, The origin of the war (1915). Bland hans senare skrifter märks Nationality as a factor in modern history (1916), Lord Hood and the defence of Toulon (1922) samt The development of the european nations 1870–1921 (1923; 6:e tillökade upplagan av ett tidigare arbete).